# Московский парк Победы (Санкт-Петербург)
Моско́вский парк Побе́ды, (в 1939—1945 гг. Московский парк культуры и отдыха) — парк в Московском районе Санкт-Петербурга. Впервые заложен в 1939—1941 годах в соответствии с Генеральным планом развития Ленинграда как Парк культуры и отдыха. Повторно заложен в 1945 году в честь Победы в Великой Отечественной войне как парк Победы. Ограничен с севера Кузнецовской улицей, с запада — Московским проспектом, с востока — проспектом Юрия Гагарина, а с юга — Бассейной улицей. Площадь парка равна 68 гектарам.

## История

### Дореволюционная предыстория
Территория, на которой разбит современный Московский парк Победы, была включена в городскую черту только после Февральской революции 1917 года. До того, как Временное правительство решилось на этот давно назревший шаг, Московская волость, как и Стародеревенская и Полюстровская волости имели статус рабочих окраин города. Официально они находились в ведении не городской, и даже не напрямую губернской, а власти соответствующего уезда губернии. Для Московской волости вышестоящим был Петроградский (до 1914 года Петербургский) уезд Петербургской губернии.
Эти непростые обстоятельства истории административно-территориального устройства затрудняют архивный поиск. Если в черте столицы предыстория почти что каждого клочка земли известна как минимум до екатерининских времён, то о рабочих окраинах этого сказать нельзя. Подробная картографическая съёмка здесь велась нечасто, на регулярно издававшихся с начала века картах Петербурга его окраины были в прямом смысле слова белым пятном, и лишь в 1910-е годы прилегающие к городу территории стали изображать на картах хотя бы схематично.
Как видно на известных картах Петербурга-Петрограда, прилагавшихся к городским ежегодным справочникам за 1912-1917 годы, на территории к юго-востоку от перекрёстка Московского шоссе и Кузнецовской улицы уже присутствует в своих узнаваемых очертаниях Фигурный пруд, что в северо-западном углу парка, подходящие к нему с востока извилистые «каналы», скорее напоминающие старицы какой-то реки с островками посередине. Ещё один узнаваемый сдвоенный пруд — «очки» — прорисован не на всех дореволюционных картах. Однако его наличие на карте 1933 года, снятой за несколько лет до принятия решения о разбивке парка, подтверждает, что пруд «очки» никто не засыпал, и таким образом он является одним старейших из садово-парковых элементов, сохранивших свою форму с далёкого дореволюционного прошлого.
В любом случае, в 1930-е годов закладывать новый парк с нуля не пришлось. Советским архитекторам достались от прошлого элементы чьего-то замысла садово-паркового благоустройства, реализованного практически на этом участке тракта из Петербурга в Москву. Оставалось только вписать их в проект будущего огромного парка для массового отдыха трудящихся.

### Довоенный Московский парк культуры и отдыха
При советской власти парк был впервые заложен в середине 1930-х годов в соответствии с Генеральным планом развития Ленинграда, предусматривавшим перенесение общественно-политического центра на юг города. С 1936 года на всём протяжении Московского шоссе (как называлось в те годы продолжение Международного проспекта за Путиловской ветвью от завода «Электросила»), вплоть до будущего Дома Советов (построен в 1936—1941 гг.) развернулась стройка.
Концепцией застройки проспекта предусматривалось создание парка культуры и отдыха на месте карьеров открытого в 1931 году Кирпично-пемзового завода № 1. Проект парка разработала в 1939—1940 годах архитектор Татьяна Дубяго. К созданию парка приступили немедленно, начиная с северной части участка, со стороны Кузнецовской улицы, где ещё до революции были пруды и насаждения. Цепочка прудов с затейливой линией берегов и островками посередине видится на предреволюционных картах Петрограда 1912-1917 года. К южной части территории предполагали приступить после того, как завод выработает ресурс сырья, а стройка вокруг будет завершена.
Строительство и, соответственно, фасадная линия в квартале № 26, выходящем на парк, была завершена уже в конце 1939 года, и уже в апреле 1940 года журнал «Архитектура Ленинграда» дал критический разбор итогов этой работы в статье «Дома у Московского парка культуры и отдыха». Как видно на немецкой аэрофотосъёмке, проведённой в первые дни войны, вдоль Московского шоссе (нынешнего проспекта) уже были высажены зелёные насаждения, формирующие живую изгородь, а также оформлена круглая площадь за центральным входом — где после войны был сооружён фонтан.
Довести до конца планы строительства парка помешала война.

### Парк в блокаду
С началом войны 1-й Кирпично-пемзовый завод перешёл на выпуск военной продукции – специальных взрывчатых брикетов. Рядом с проходной завода была возведена одна из нескольких баррикад, последовательно перегораживавших Московское шоссе по рубежам обороны от Дома Советов до Путиловской ветви. Однако в конце первой блокадной зимы завод получил дополнительное задание по сжиганию вывозимых из прилегающих районов трупов жертв голода, бомбардировок и обстрелов. 7 марта 1942 года Ленгорисполком принял постановление «Об организации сжигания трупов на 1-м кирпичном заводе Ленгорпромстрома». По некоторым источникам, в общей сложности здесь были сожжены останки до 110 тыс. ленинградцев.

## Послевоенный Московский парк Победы
После войны проект парка был передан в работу архитекторам Е. И. Катонину и В. Д. Кирхоглани.
Повторно парк был заложен 7 октября 1945 года уже как парк Победы — на Сызранском поле, в бывшей прифронтовой полосе. Тысячи ленинградцев приняли участие в его создании и благоустройстве, выходили на субботники, сажали деревья. Начали осушать болото, прилегавшее к парку с востока. На момент официального открытия парка 7 июля 1946 года его «окультуренная» территория составляла 1/7 часть от современной. Работы продолжались до 1957 года, когда были установлены пропилеи главного входа.
В парке возведено множество различных построек, в том числе оранжерея и круглый павильон станции метро «Парк Победы», и скульптур. Не все из них сохранились. Так, установленные в 1950-х годах парные бетонные львы на противоположных берегах пруда Очки пришли в ветхое состояние и в 1980-х годах исчезли. 22 июня 2022 года состоялось торжественное открытие их временных копий из композитных материалов, которые через год пришли в негодность.
С 2010 по 2013 год в парке производилась комплексная реконструкция.

### Пруды и фонтаны

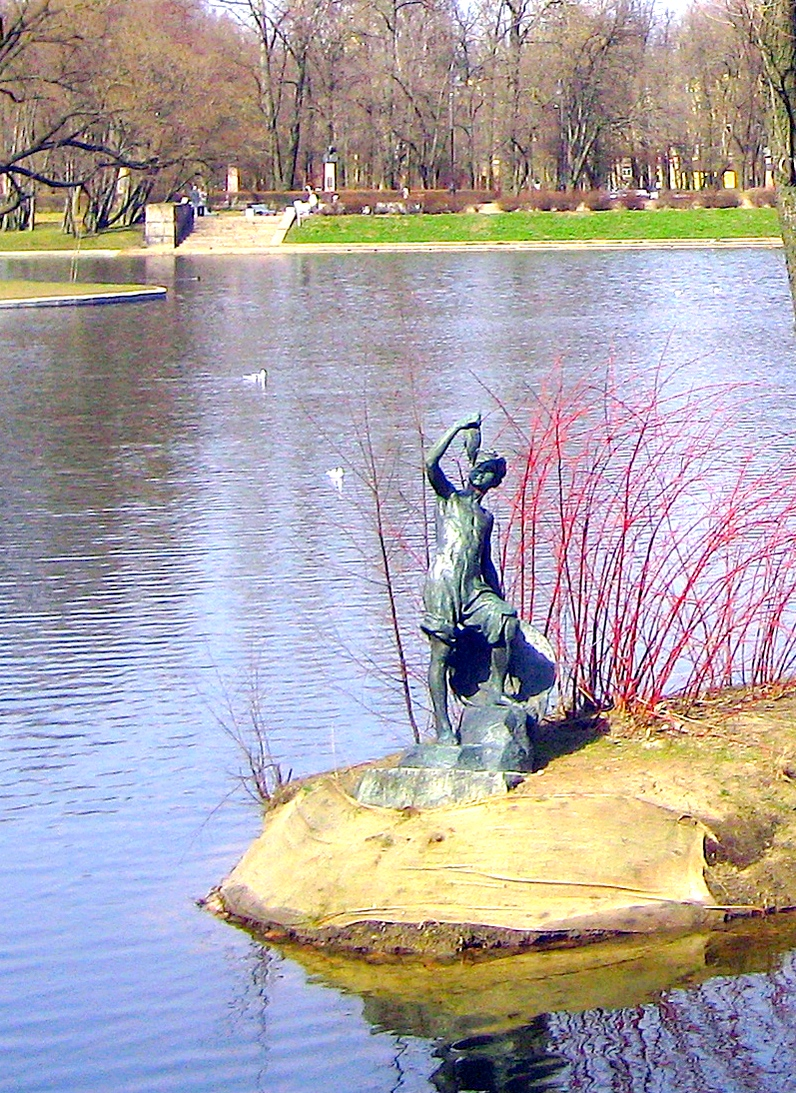
Скульптура «Мальчик с рыбкой». Дипломная работа скульптора Марианны Мотовиловой

В соответствии с планом послевоенного времени сформирована водная система, включающая пруды:
- Адмиралтейский — старый заполненный водой котлован, куда сбрасывали пепел кремированных в блокаду[3].
- Капитанский — восточный смежный с Адмиралтейским пруд[3][11].
- Корабельный — продолговатый смежный с Адмиралтейским пруд[3]
- «Очки» — ближайший к Московскому проспекту пруд, к югу от Аллеи Героев. Известен с дореволюционного времени[3].
- Матросский — юго-восточный пруд[3][11]
- Пейзажный — ближайший к Московскому проспекту пруд, к северу от Аллеи Героев. Известен с довоенного времени[3]. В Пейзажном пруду располагаются три острова[11].
- Фонтанный — самый поздний пруд, образован на месте глиняного карьера[3]. На острове Фонтанного пруда установлены бронзовые скульптуры — «Мальчик с рыбкой» (автор М.Мотивилова) и «Мальчик с корабликом» (автор Л.Дрок)[12]. Иногда этот пруд называют «Верхним»[13]

Также существуют Детский и Командирский (Фигурный) пруды.
Два пруда сохранились с дореволюционных времен. Это пруд Очки (он состоит из двух квадратных прудов, выкопанных не позднее начала XIX века в составе усадьбы Костелянского, а при создании парка объединённых «дужкой» и включивших новые островки) и Пейзажный пруд (при создании парка его конфигурация заметно изменилась, хотя и осталась затейливой).
Адмиралтейский пруд и часть Фонтанного — это бывшие глиняные карьеры кирпичного завода, открытого здесь в 1931 году. Когда создавали Московский парк Победы, конфигурацию бывших карьеров изменили. О прежних формах напоминает, в частности, коса на Адмиралтейском пруду, а также круглый островок, к которому летом горожане любят причаливать на лодках.
На территории Московского парка Победы два фонтана — «Венок славы» («Слава») и «Мальчик с рыбой». Оба признаны памятниками федерального значения. «Венок славы» расположен на центральной аллее сразу за пропилеями. В последнее время он не работал. Вновь включили его в мае 2020 года. «Мальчик с рыбой» находится севернее пруда Очки, сейчас его чаша превращена в песочницу на детской площадке. Некоторое время в парке находился фонтан «Нептун», расположение которого на городской территории менялось неоднократно.

### Аллея героев
Аллея Героев — главный мемориальный объект, запроектированный при повторной закладке парка в честь Победы советского народа в Великой Отечественной войне. Установка бюстов и памятников триумфаторам — традиция, пришедшая из Античности. Архитекторы предназначили для этого скульптурного комплекса центральную аллею, которая начинается от пропилеев и фонтана на входе в парк со стороны проспекта. Визуально аллея связывает гостиницу «Россия», расположенную за Московским проспектом и площадью Чернышевского, со СКА Ареной, находящимся за проспектом Гагарина с восточной стороны парка. Аллея является границей между пейзажной и регулярной частями парка. Изначально на аллее были установлены памятники ленинградцам — дважды Героям Советского Союза, участвовавшим в войне. В дальнейшем на аллее, в соответствии с законом, стали устанавливать бюсты и другим ленинградцам, которые были награждены Золотыми звёздами Героев Советского Союза или Героев Социалистического Труда дважды. Один из бюстов — памятник лётчику-космонавту Георгию Гречко.
В месте пересечения Аллеи Героев с центральной меридиональной аллеей по изначальному проекту Парка Победы был установлен памятник И. В. Сталину. Сейчас на его месте стоит аналогичный по размерам памятник Г. К. Жукову.
От фонтана «Венок славы» проложены две радиальные дороги, завершающиеся бронзовыми памятниками Героям Советского Союза Зое Космодемьянской и Александру Матросову.

### Аллея Памяти
В 1995—1996 году в парке был сооружён ряд мемориальных объектов, посвящённых памяти жертв блокады, кремированных на территории кирпичного завода, который в годы войны находился за пределами парка. Памятная надпись на памятнике «Ротонда», открытом 27 января 1995 года, гласит:
- «В память тысяч погибших, жертв блокады и защитников города, сожжённых в печах стоявшего здесь кирпичного завода».

22 июня 1996 года по инициативе Петербургского общественного фонда защиты Московского Парка Победы был установлен поминальный крест и мемориальная доска:
- «Здесь были печи кирпичного завода-крематория; прах сотен тысяч воинов и жителей блокадного Ленинграда покоится в прудах, газонах, под вашими ногами; Вечная им память!»

8 сентября 2001 года возле пруда по инициативе и на средства Юрия Юрьевича Жорно — сына и внука жителей блокадного Ленинграда — была установлена вагонетка, поднятая со дна пруда 21 июля 1999 года. (Тела покойных транспортировали к туннельным печам завода на вагонетках). На его же средства к 60-летию снятия блокады Ленинграда 27 января 2004 года по инициативе Московского районного общества «Жители Блокадного Ленинграда» была создана Мемориальная Аллея Памяти. На аллее установлена мемориальная доска с текстом Решения № 157с Исполкома Ленгорсовета депутатов трудящихся от 7 марта 1942 года «Об организации сжигания трупов на 1-м кирпичном заводе Ленгорпромстрома». В этом историческом документе перечислены силы и средства, которые были задействованы для проведения работ по кремации.

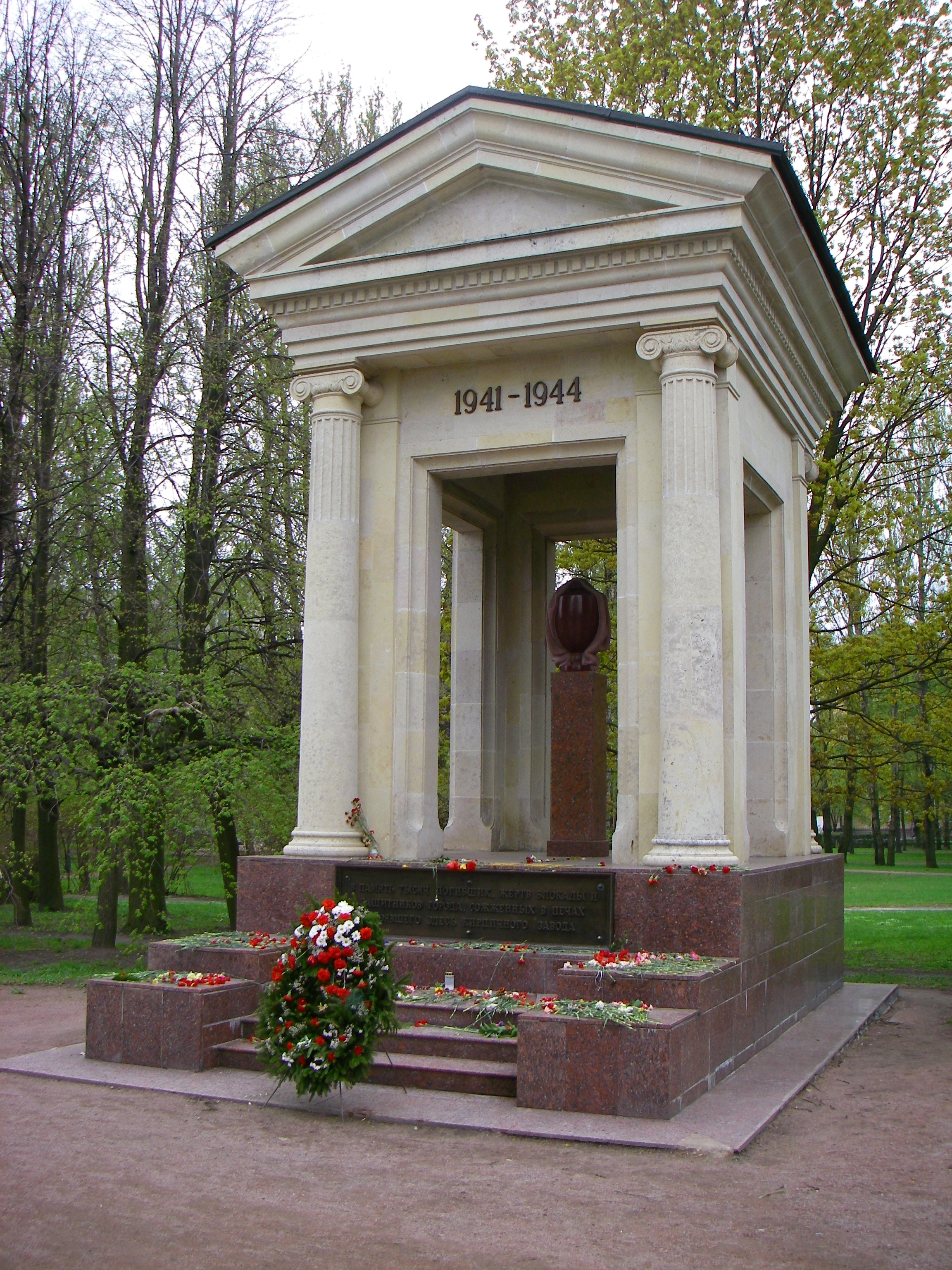
Памятник «Ротонда»
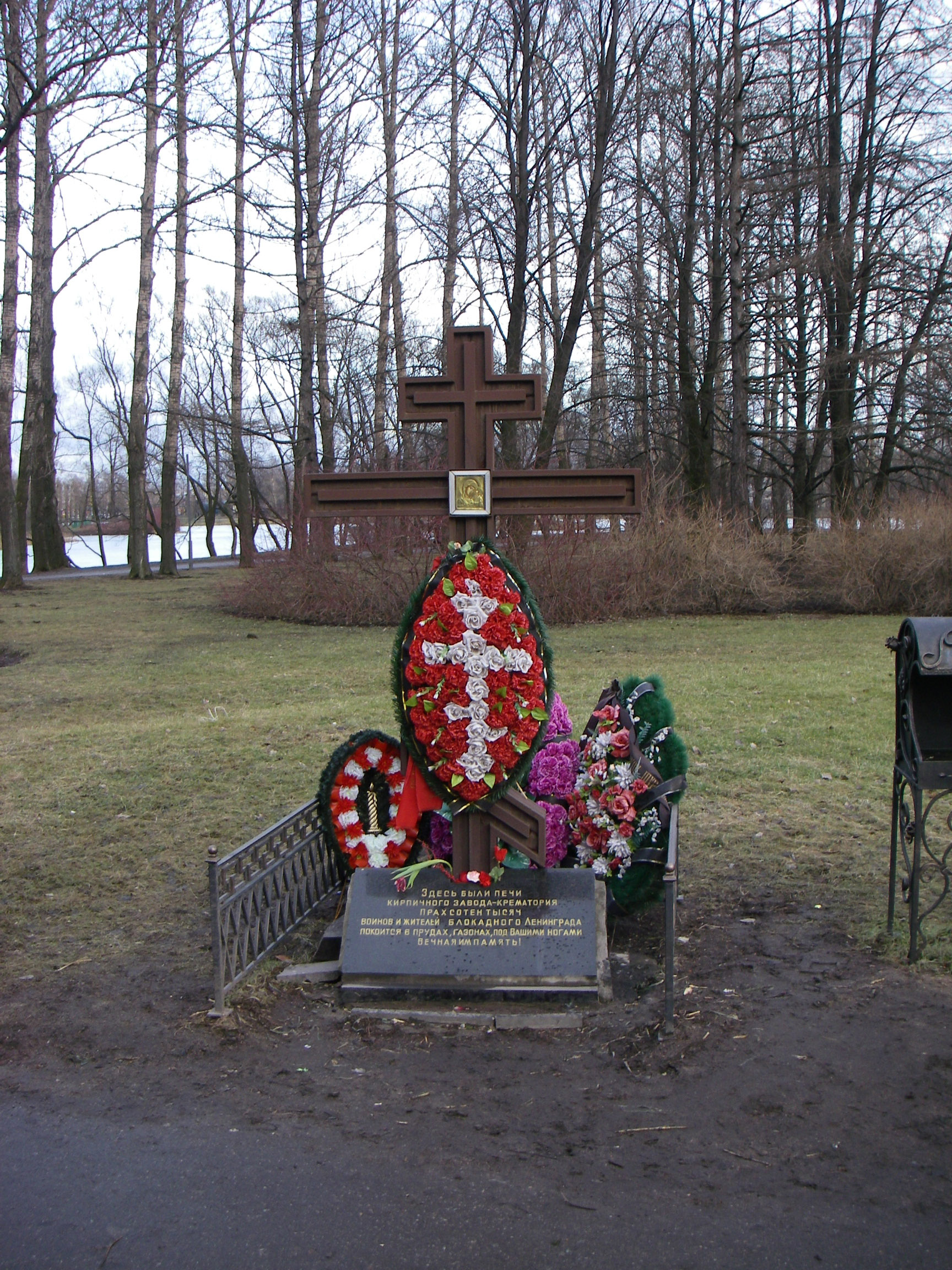
Поминальный крест и памятная доска
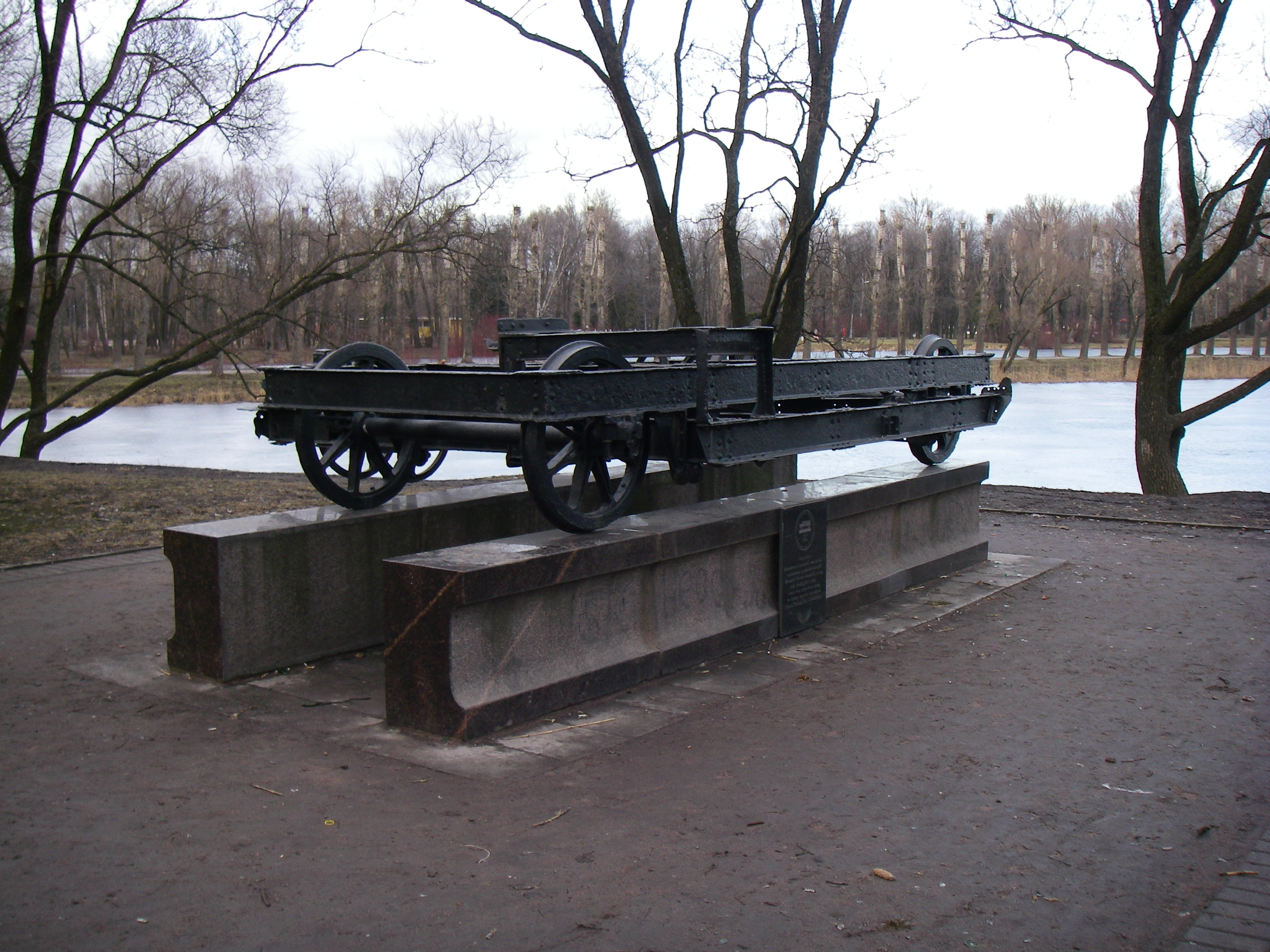
Памятный знак «Вагонетка»
Мемориальная Аллея Памяти
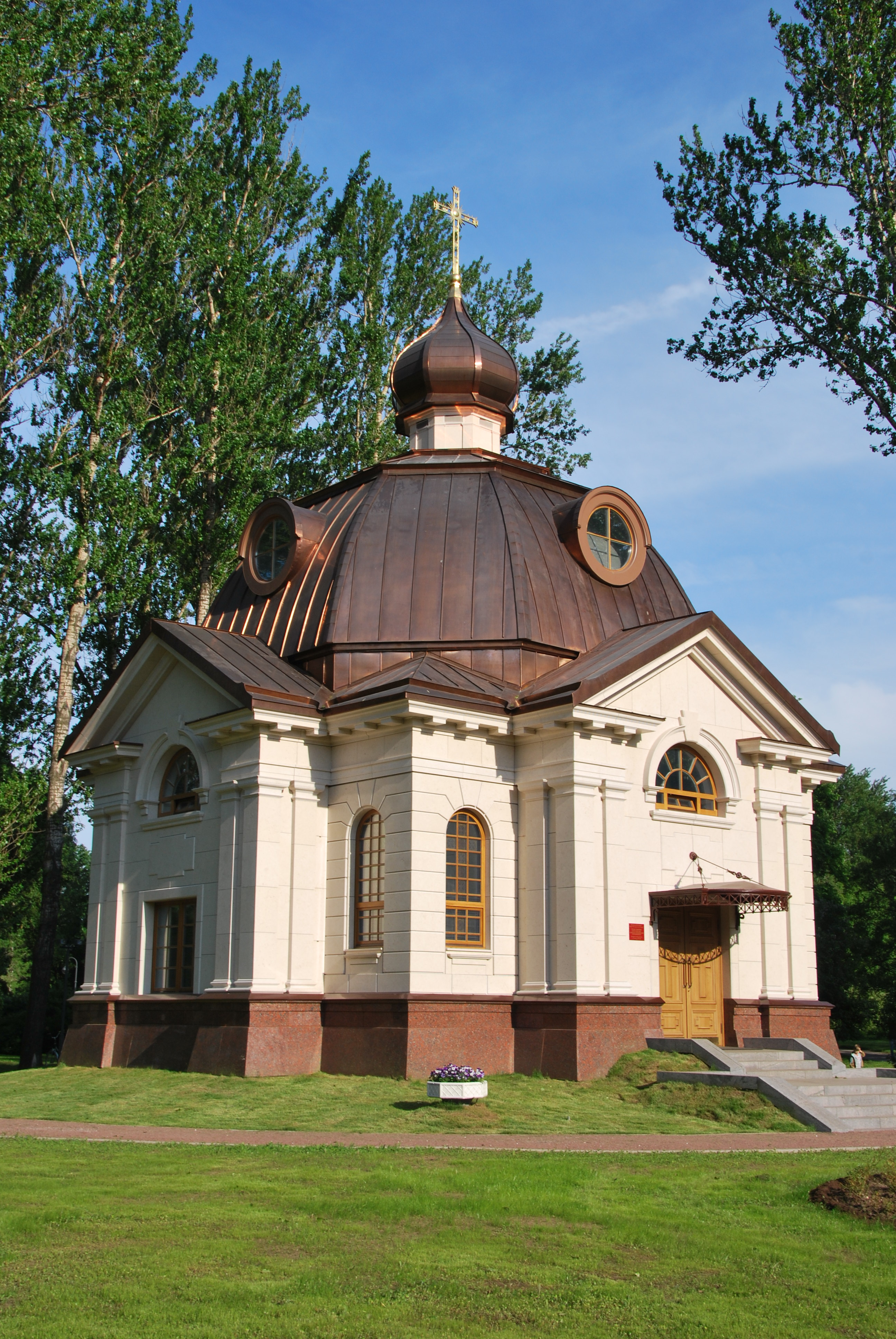
«Временная» часовня на месте завода-крематория

8 апреля 2009 года в СМИ появилась информация о том, что на встрече патриарха Московского и всея Руси Кирилла с губернатором Санкт-Петербурга Валентиной Матвиенко принято решение о строительстве православного храма на месте бывшего завода-крематория. Однако Росохранкультура заявила, что строительство в охранной зоне объекта культурного наследия федерального значения незаконно. 28 апреля 2009 г. Валентина Матвиенко уточнила, что вопрос строительства храма пока только обсуждается. Идея открытия храма в рамках празднования 65-й годовщины Победы в Великой Отечественной войне нашла поддержку в лице председателя Совета Федерации РФ Сергея Миронова:
Наша общая задача — сделать так, чтобы 9 мая 2010 года...  петербуржцы и гости нашего города смогли прийти в построенный храм, поклониться памяти и помолиться за упокой души похороненных здесь ленинградцев и всех воинов, защищавших наше Отечество.
В январе 2010 года на месте завода-крематория началось строительство временной православной мемориальной часовни, а 7 мая 2010 года Митрополит Петербургский и Ладожский Владимир освятил храм в честь «Всех святых в земле Российской просиявших», и с 9 мая в нём совершаются богослужения.
На храме, который фактически является капитальной, а не временной постройкой, установлен общий для всех христианских конфессий четырёхконечный крест, а не более традиционный для русских храмов вариант с нижней косой перекладиной. По словам архитектора часовни Евгения Пунько, это сделано по желанию настоятеля, отца Алексия, «чтобы в часовню могли войти все».

### Услуги
До 1980-х годов в южной части парка, в здании около большого пруда работал кинотеатр «Глобус».
21 октября 2008 года была утверждена «программа приватизации государственного имущества Санкт-Петербурга на 2009 год», где в числе прочих объектов была намечена приватизация Московского Парка Победы. Планировалось превратить ГУП «Московский Парк Победы» в акционерное общество. Администрация Санкт-Петербурга заявила, что сама территория парка при этом полностью останется в собственности государства.
ГУП «Московский парк победы» обслуживает парк, то есть чистит дорожки, следит за деревьями и газонами, закупает скамейки и убирает мусор. Как у любой организации, у этого ГУПа есть имущество, — техника, инвентарь, административное здание, а также штат сотрудников. Именно это имущество и будет приватизировано.

«Речь идет только о смене государственного предприятия на форму акционерного общества. Сами парки, объекты недвижимости и здания не перейдут в собственность акционерного общества. Они останутся в государственной собственности», — говорит Игорь Метельский, председатель комитета по управлению городским имуществом.
В парке работают прокат лодок и катамаранов, мини-гольф, теннисные корты, есть парк аттракционов. В зимнее время работает каток.
В юго-восточной части Парка Победы близ Центральной аллеи работает круглогодичный парк аттракционов «Гагарин Парк».

## Галерея

Работы по уходу за памятниками на Аллее Героев
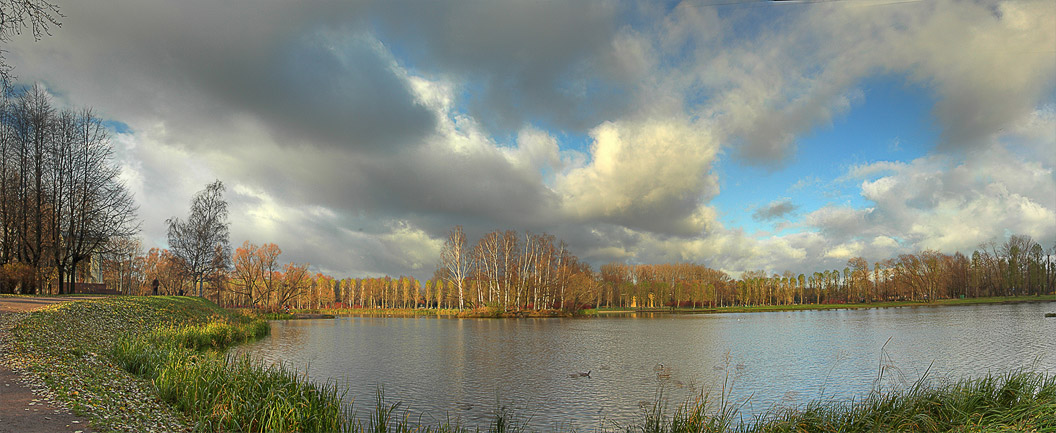
Парк Победы осенью 2007 года
Скульптура «Братья по оружию»
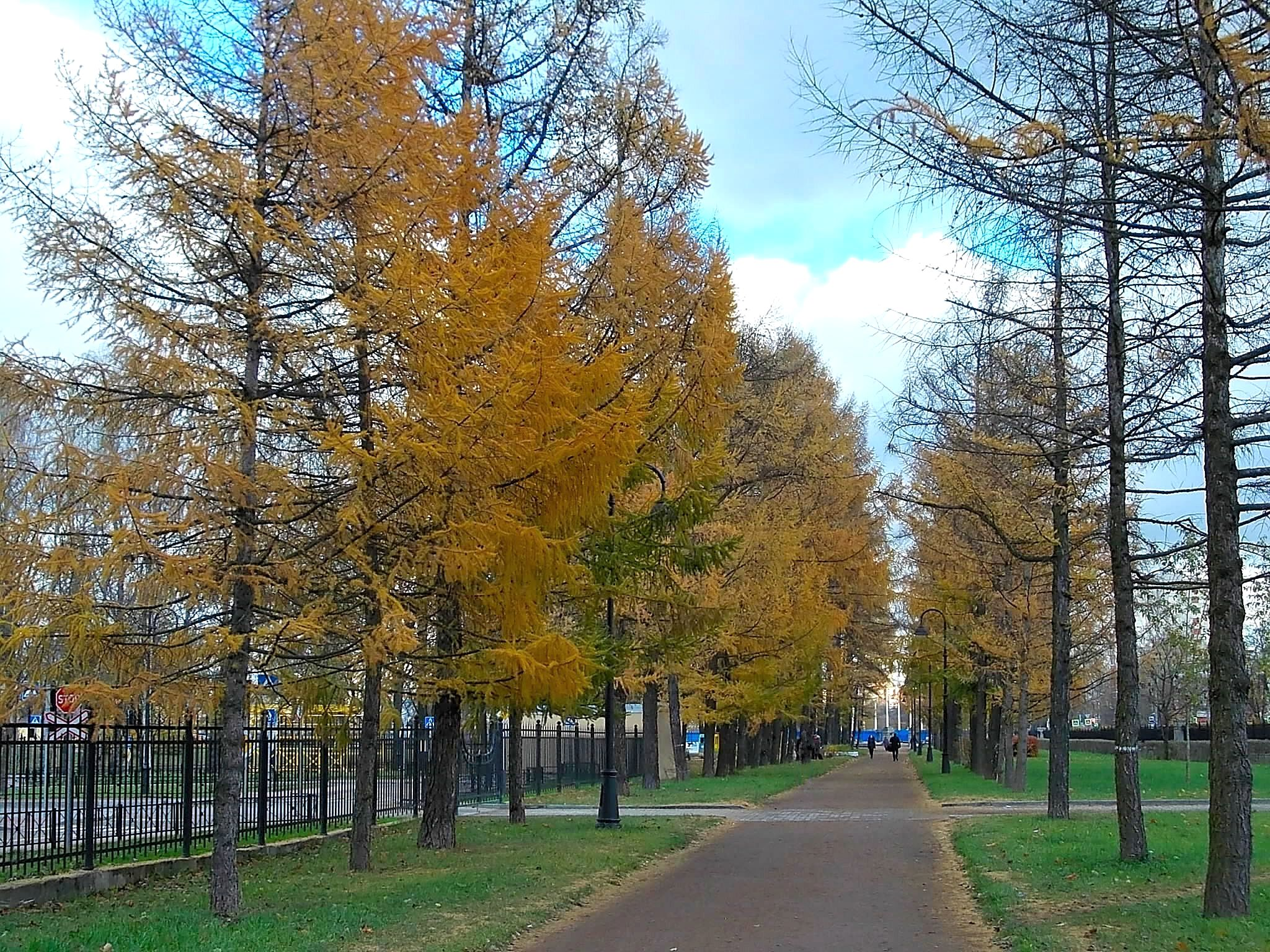
Аллея в осеннем парке
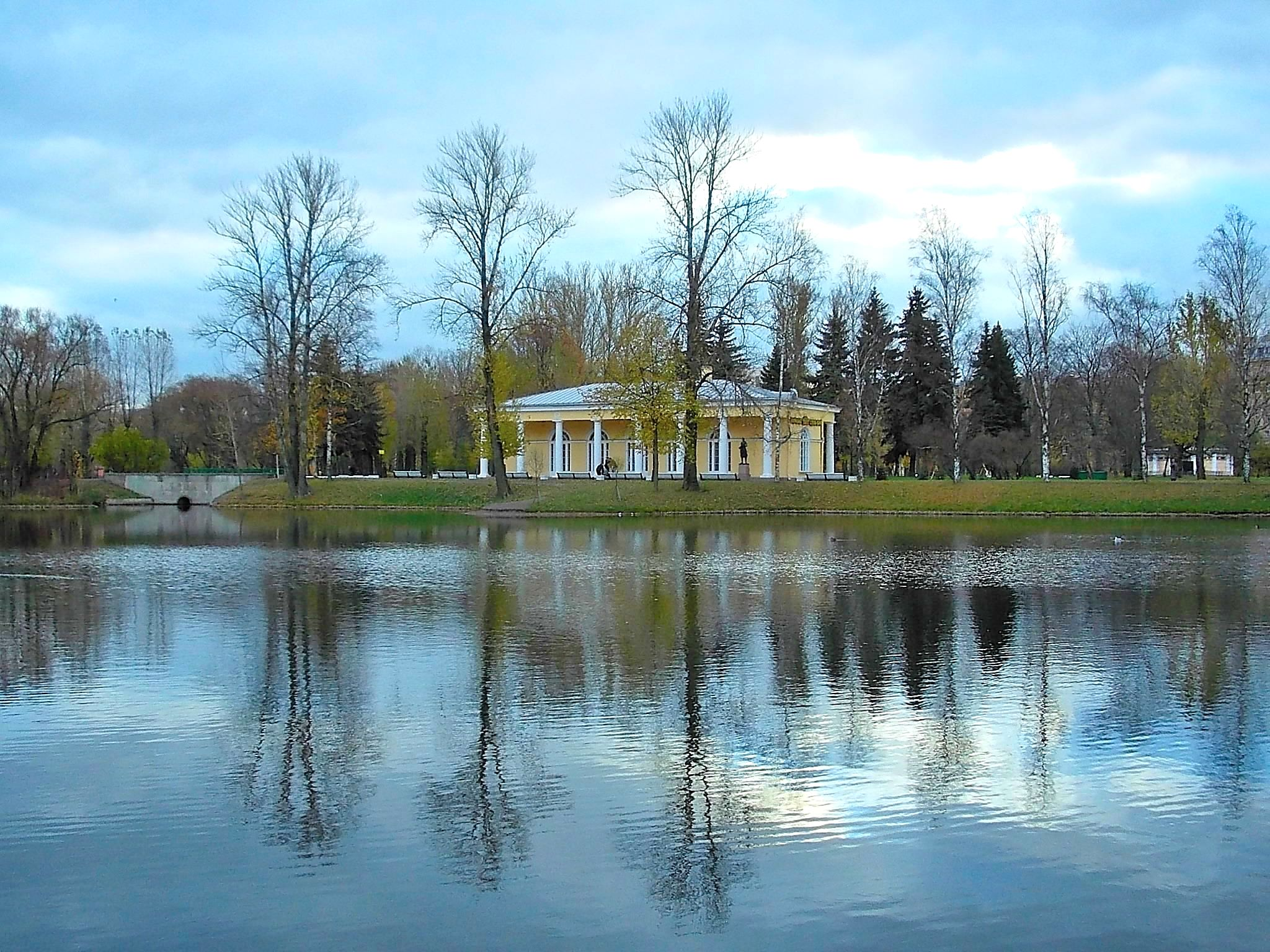
Вид на один из прудов парка
Памятный знак в мемориальной зоне бывшего кирпичного завода